# Menhir du Gué Péan
Le menhir du Gué Péan est un menhir situé à Izé dans le département français de la Mayenne.

## Situation
Le menhir est situé dans le département français de la Mayenne, à proximité nord du hameau du Gué Péan, à 2 km au nord-est du bourg d'Izé et à 200 m au sud du menhir de la Petite Thébauderie situé sur la commune voisine de Saint-Thomas-de-Courceriers.

## Historique
Le mégalithe fait l’objet d’un classement au titre des monuments historiques depuis le 5 juillet 1978.

## Description
Le menhir mesure 1,85 m de hauteur.